# Чёртов мост (Сахалинская область)
Чёртов мост — мост в Сахалинской области, находящийся на полуразобранном железнодорожном перегоне Николайчук — Камышёво-Сахалинское.

## История
Был построен японцами в 1928 году. Находился в составе железнодорожной линии Южно-Сахалинск — Поляково.
Мост представляет собой сложное инженерное сооружение. В августе 1945 года началось вторжение советских войск на Южный Сахалин. В районе Чертова моста шли ожесточенные бои. Боевые действия здесь вела 113-я отдельная стрелковая бригада. Десантники, высадившись в порту Маока утром 20 августа, к 16 часам овладели городом. 21 августа бригада продолжила наступление в глубь острова. В районе Чертова моста одна из штурмовых групп, которую возглавлял Борис Николайчук, встретила упорное сопротивление японцев. Младший сержант Николайчук (в честь которого в 1946 году была названа близлежащая к мосту платформа) умело руководил орудийным расчетом. Он подавил несколько огневых точек противника, но, получив пулевое ранение в руку, а потом осколочное от японского гранатомета, погиб. Здесь же погибли ефрейтор Анатолий Симаков (в честь него в 1946 году была названа платформа Симаково) и красноармеец Владимир Волков.
В 1994 году движение по мосту было закрыто из-за закрытия перегона. В настоящее время мост поддерживается в нормальном состоянии, также мост является достопримечательностью города Холмска.

## Описание
Поезд проезжал по железной дороге (со стороны Холмска) через два тоннеля, выезжал почти на самую вершину сопки и проходил по «Чёртову мосту» на высоте 41 метр над входом в нижний тоннель, откуда открывался вид на железную дорогу внизу. Мост расположен в 5 километрах от платформы Николайчук, установленный километраж моста: 74 км.
До перешивки колеи пригородные поезда ходили до платформы Николайчук, при перешивке в 2020 году новый путь был уложен до портала тоннеля, и с того времени пригородный поезд ходит до Чёртова моста.

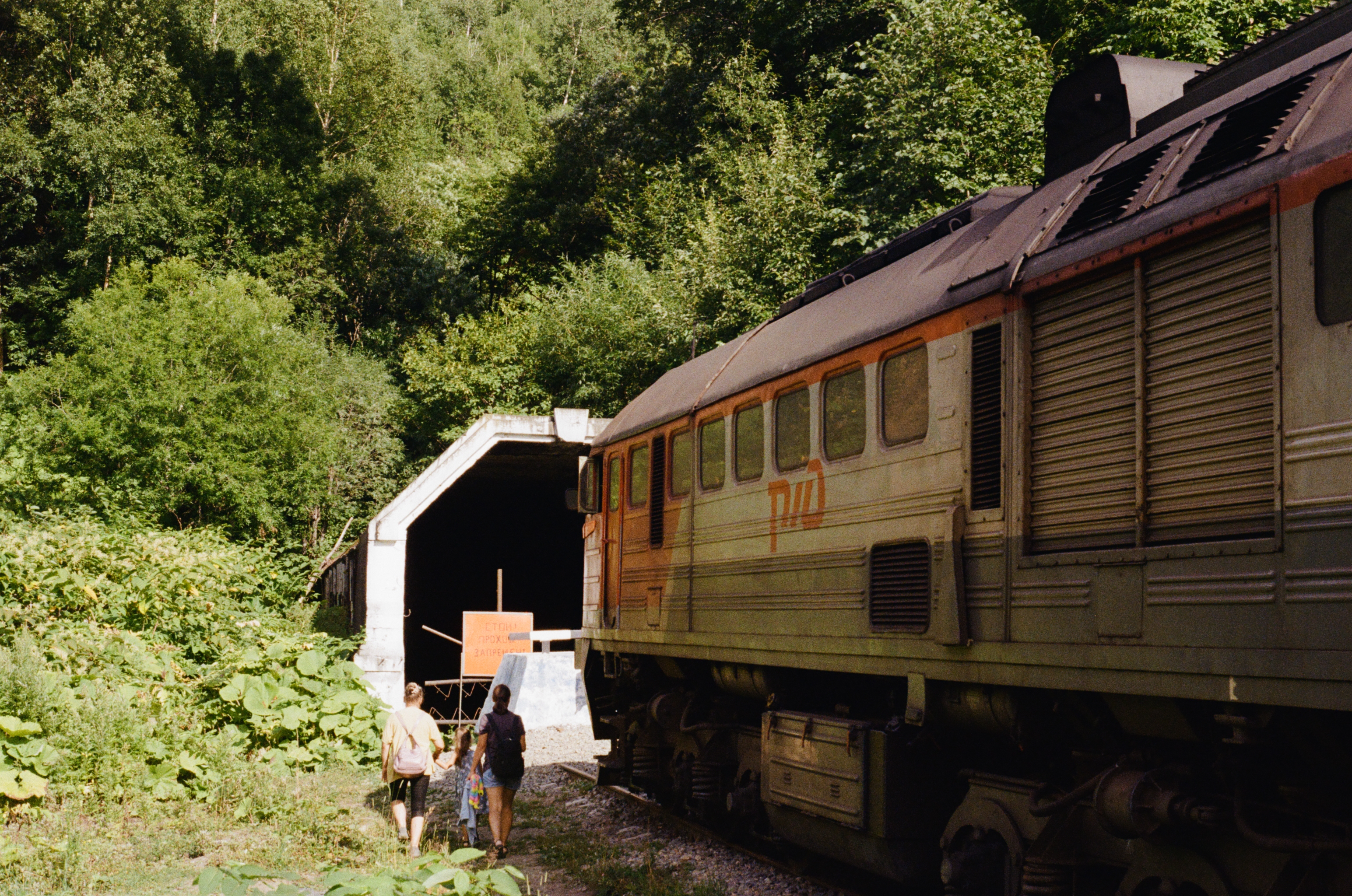
Пригородный поезд на конечной остановке Чёртов Мост (2022)